# Made In 2
Made In 2 – drugi studyjny album polskiego zespołu hip-hopowego Fabuła. Został wydany 3 czerwca, 2011 roku nakładem wytwórni Step Records.
Kompozycja powstawała dwa lata. Gościnnie występuje znany poznański rapera Peja, który niedawno określił Fabułę debiutem dekady, zespoły HiFi Banda i PWRD oraz wokalistki Ewa Prus i angielka Chantelle Jackson. Za podkłady w głównej mierze odpowiada Poszwixxx. Dodatkowe produkcje są autorstwa Kixnare, Sarone oraz Creona.
Wydawnictwo promowane jest sześcioma teledyskami, Pijany Bankrut, Ziarna Czasu / All I Have, Znów, Made in 2, Żyjesz szybko, umierasz młodo oraz Błękit I Beton.

## Lista utworów
Opracowano na podstawie źródła.
1. "Intro"
2. "Znów"
3. "Made In 2"
4. "Ziarna Czasu / All I Have" (gościnnie: Chantelle Jackson)
5. "Hip-Hop For Life"
6. "Nieodwracalne"
7. "Żyjesz Szybko, Umierasz Młodo"
8. "Porozmawiajmy" (gościnnie: Peja, Ewa Prus)
9. "Jak Wielu MC’s"
10. "W Imię Zasad"
11. "Spójrz Prawdzie W Oczy"
12. "Błękit I Beton" (gościnnie: PWRD, HiFi Banda)
13. "Jestem Wolny"
14. "Przyjaźń?"
15. "Pijany Bankrut" (utwór dodatkowy)
16. "Hau Hai" (utwór dodatkowy)